# 高橋由太
高橋 由太（たかはし ゆた、1972年10月17日 - ）は、日本の時代小説・歴史小説・ミステリー小説作家。千葉県出身。埼玉県在住。

## 略歴
- 小説を書きはじめたのは、2004年の夏休み頃。作品は80枚程度の短編だったが、その生まれてはじめた書いた小説がいきなり掲載となった。
- 2005年ごろから2007年くらいにかけて、自営業の廃業、再就職という世間の荒波にもまれ、借金こそしなかったものの、電気が止まりそうになったりした。その間はほとんど小説を書かなかった。
- 2008年に再就職して、余裕が生れ、友人にも恵まれ、応募したところ、応募作『落頭民』が角川書店の日本ホラー小説大賞の最終選考に残るも落選。
- 宝島社主催の第8回『このミステリーがすごい!』大賞に『鬼とオサキとムカデ女と』を応募し、最終選考に残るも受賞には至らず落選。しかし、その後、宝島社から連絡があり、同作品を加筆修正した『もののけ本所深川事件帖オサキ江戸へ』で、隠し玉（編集部推薦）

としてデビュー。
- アマチュア時代には、光文社の新『本格推理』に作品を掲載していた。

## 人物
- デビュー作『もののけ本所深川事件帖オサキ江戸へ』が10万部を達成しベストセラーとなった。
- 怪談、妖怪、もののけ、江戸時代ものを得意としている。
- 同じ第8回このミス大賞出身の太朗想史郎、七尾与史、伽古屋圭市、第30回横溝正史ミステリ大賞の優秀賞を受賞した蓮見恭子とはツイッター仲間であり、中山七里とはプライベートでも仲がいい。
- 藤沢周平や池波正太郎のファンである。
- デビューからコンスタントに作品を出版しており、幅広い読者の支持を得ている。
- 『このミステリーがすごい!』大賞出身作家としては珍しい時代小説作家である。
- 現在は時代小説は書いておらず、ミステリー小説が中心の作家である。

## 作品リスト

### もののけ本所深川事件帖オサキシリーズ
宝島社文庫より刊行。第8回『このミステリーがすごい!』大賞に応募した『鬼とオサキとムカデ女と』で最終選考に残るも、受賞には至らず落選した。しかし、内容が評価され同作品に大幅加筆した『もののけ本所深川事件帖オサキ江戸へ』が隠し玉（編集部推薦）として出版されることとなり、著者のデビュー作となった。シリーズ累計35万部突破している。
ストーリー概要
江戸の本所深川で献上屋の手代として働く青年の周吉と、彼に取り憑いたオサキという妖狐のコンビが、江戸で起きる様々な事件に立ち向かう。
- もののけ本所深川事件帖 オサキ江戸へ（2010年5月）
あらすじ：ある日、店の一人娘・お琴が行方知らずになり周吉とオサキは夜の町を探しに行くが……。
- もののけ本所深川事件帖 オサキ鰻大食い合戦へ（2010年10月）
あらすじ：ある晩、預かり物の高級掛け軸が燃やされて、鵙屋は倒産の危機に陥る。周吉とオサキは百両の賞金を目当てに鰻の大食い合戦に出場することになる。
- もののけ本所深川事件帖 オサキ婚活する（2011年8月）
あらすじ：痘痕が流行する。恐れた娘たちは江姫が祀られる「疱瘡地蔵」へお参りに行く。しかし地蔵の付近で、婚期を逃した娘ばかりがさらわれる事件が発生。さらにお琴に見合い話が舞い込んでしまい……。
- もののけ本所深川事件帖 オサキ江戸の歌姫に会う（2012年5月）
あらすじ：十人組の歌組“本所深川いろは娘”が大流行。しかし一番人気の少女が行方不明になり、大川で死体となって見つかる。その代わりにお琴が指名されるが……。
- もののけ本所深川事件帖 オサキ つくもがみ、うじゃうじゃ（2012年12月）
4編収録の短編集
あらすじ：辻斬り事件が相次ぎ、そんな中鵙屋から妖刀がなくなる。店に棲む付喪神たちは、犯人捜しに乗り出す。
- もののけ本所深川事件帖 オサキと骸骨幽霊（2014年3月）
- もののけ本所深川事件帖 オサキと江戸のおまんじゅう（2016年12月）
- もののけ本所深川事件帖 オサキ江戸じまい（2018年3月）

### 猫型妖怪もののけ時代劇びりびりシリーズ
徳間文庫より刊行。徳間文庫から「捕物帳をやってみませんか?」と声をかけられ実現したシリーズ。月刊COMICリュウにてにてコミカライズされている。
ストーリー概要
本所深川で暮らす、「にゃん」としか鳴かない黒猫そっくりの雷獣という妖怪の子供「クロスケ」、妖怪改方の同心である冬坂刀弥、刀弥の許嫁の8歳児である統子、刀弥の上司である早乙女夜之介たちと仲間の人間や妖怪たちが、江戸で起きる妖怪や幽霊がらみの事件に立ち向かう妖怪小説。
- 大江戸あやかし犯科帳 雷獣びりびり（2011年2月）/【改題】雷獣びりびり もののけ犯科帳（2015年9月）
第2回すばラシイ文庫大賞 ノミネート。
- 大江戸あやかし犯科帳 雷獣びりびり クロスケ、吸血鬼になる（2011年9月）/【改題】吸血鬼にゃあにゃあ もののけ犯科帳（2015年10月）
- 大江戸あやかし犯科帳 雷獣びりびり クロスケ、恋をする（2011年10月）/【改題】疫病神ちちんぷい もののけ犯科帳（2015年11月）
- 化け狸あいあい もののけ犯科帳（2015年12月）
- 明日きみは猫になる もののけ犯科帳（2016年4月）
- 探偵びりびり ショートケーキにご用心（2016年9月）

### 小風シリーズ
幻冬舎時代小説文庫より刊行。著者初のラブコメである。カバーイラストは石黒亜矢子が手がけている。
ストーリー概要
赤い唐傘を差し、肩に小さなカラスを乗せた無愛想な美少女幽霊・小風と寺子屋のへたれ師匠・伸吉と仲間の幽霊や妖怪達によるなんでもござれの大江戸ラブコメ。
- 唐傘小風の幽霊事件帖（2011年6月）
- 恋閻魔 唐傘小風の幽霊事件帖（2011年12月）
- 妖怪泥棒 唐傘小風の幽霊事件帖（2012年6月）
- あやかし三國志ぴゅるり 唐傘小風の幽霊事件帖（2013年2月）
- あやかし三國志、たたん 唐傘小風の幽霊事件帖（2013年4月）

### 仙次シリーズ
光文社時代小説文庫より刊行。著者いわく「江戸の相棒」。著者のシリーズの中で唯一、妖怪や幽霊が登場せず、メインの登場人物は人間と動物のみである。カバーイラストは漫画家の永尾まるが手がけている。
ストーリー概要
本所深川の大店の次男坊の仙次と幼馴染みの剣士の梶之進コンビが江戸で起きる事件に立ち向かう時代劇推理小説。
- つばめや仙次 ふしぎ瓦版（2011年7月）
- 忘れ簪 つばめや仙次 ふしぎ瓦版（2012年4月）

### ぽんぽこシリーズ
角川文庫より刊行。
ストーリー
江戸時代編（シリーズ1から3）
あらゆる女性が振り返る程のイケメン剣士・小次郎と美少女に化けた狸の妖かし・ぽんぽこのコンビの二人が繰り広げる大江戸事件帖。
平安時代編（シリーズ4より）
鬼斬り（おにぎり）と呼ばれる鬼退治を生業とするイケメン剣士・相馬鬼麿と美少女に化けた狸の妖かし・ぽんぽこのコンビの二人が繰り広げる事件帖。
- ちょんまげ、ちょうだい　ぽんぽこ　もののけ江戸語り（2011年11月）
- ちょんまげ、ばさら ぽんぽこ もののけ江戸語り（2012年1月）
- ちょんまげ、くろにくる　ぽんぽこ もののけ江戸語り（2012年3月）
- おにぎり、ちょうだい ぽんぽこもののけ陰陽師語り（2012年12月）
- ぽんぽこ もののけ平家物語 鬼麿編
角川書店の携帯サイト「小説屋Sari-Sari」で連載。平安時代に舞台を移し、美しく非情な狸むすめぽんぽこと剣士鬼麿の冒険を描いたストーリーである。
- おにぎり、ぽろぽろ ぽんぽこもののけ陰陽師語り（2013年3月）
- おにぎり、ころりん ぽんぽこもののけ陰陽師語り（2013年6月）
- お江戸、ほろり 神田もののけ人情語り（2014年4月）
- お江戸、れんれん 神田もののけ恋語り（2014年8月）
- お江戸、にゃんころり 神田もののけ猫語り（2014年12月）

### ぞろりシリーズ
新潮文庫より刊行。作者公式ブログから、『もののけ、ぞろり』が「ぞろりシリーズ」第1弾と銘打たれ、シリーズ作品であることが発表されている。
ストーリー概要
亡き母を蘇らせる外法に失敗した宮本武蔵の弟子の伊織と白狐化してしまった弟が人間の姿に戻るため、本物の外法使いを探す。
- もののけ、ぞろり（2012年10月）
- もののけ、ぞろり お江戸うろうろ（2013年1月）
- もののけ、ぞろり大奥わらわら（2013年4月）
- もののけ、ぞろり 東海道どろろん（2013年7月）
- もののけ、ぞろり 吉原すってんころり（2013年10月）
- もののけ、ぞろり 巌流島くるりん（2014年1月）

### 風太郎シリーズ
光文社時代小説文庫より刊行。カバーイラストは友風子が手がけている。
ストーリー概要

- にんにん忍ふう 少年忍者の捕物帖（2013年8月）
- 契り桜　風太郎 江戸事件帖（2014年4月）

### 黒猫サジシリーズ
幻冬舎文庫より刊行。
ストーリー概要
妖怪の力を借りて事件を解決していく
- ねこみせ がやがや 大江戸もののけ横町顛末記（2013年9月）
- たびねこ とことこ 大江戸もののけ横町顛末記（2013年11月）
- まねきねこ おろろん 大江戸もののけ横町顛末記（2013年12月）
- 神様長屋、空いてます。 新大江戸もののけ横町顚末記（2014年12月）

### 紅き虚空の下で
光文社文庫より刊行。カバーイラストは丹地陽子が手がけている。
ストーリー概要

- 紅き虚空の下で（2014年7月）

### 新選組!!! 幕末ぞんび 斬られて、ちょんまげ
双葉文庫より刊行。カバーイラストはトミイマサコが手がけている。
ストーリー概要

- 新選組!!! 幕末ぞんび 斬られて、ちょんまげ（2014年8月）

### 猫は仕事人シリーズ
文春文庫より刊行。
ストーリー概要

- 猫は仕事人（2014年11月）
- 猫は大泥棒（2015年3月）
- 猫は心配症（2015年7月）
- 猫は剣客商売（2016年6月）
- 猫はおしまい（2017年11月）

### 新選組ござるシリーズ
新潮文庫より刊行。カバーイラストは小倉マユコが手がけている。
ストーリー概要

- 新選組ござる（2015年1月）
- 新選組はやる（2015年4月）
- 新選組おじゃる（2015年7月）

### 都会のエデン　天才刑事 姉崎サリオ
光文社文庫より刊行。
ストーリー概要

- 都会のエデン 天才刑事 姉崎サリオ（2015年8月）

### 神木町あやかし通り天狗工務店
幻冬舎文庫より刊行。カバーイラストはイシヤマアズサが手がけている。
ストーリー概要

- 神木町あやかし通り天狗工務店（2015年11月）

### 神様の見習い もののけ探偵社はじめました
宝島社文庫より刊行。カバーイラストはmochaが手がけている。
ストーリー概要

- 神様の見習い もののけ探偵社はじめました（2016年7月）

### 閻魔大王の代理人
幻冬舎文庫より刊行。カバーイラストはろくしょうが手がけている。
ストーリー概要

- 閻魔大王の代理人（2016年10月）

### 黒猫王子の喫茶店シリーズ
角川文庫より刊行。カバーイラストはげみが手がけている。
ストーリー概要
- 黒猫王子の喫茶店 お客様は猫様です（2017年4月）
- 黒猫王子の喫茶店 渡る世間は猫ばかり（2017年10月）
- 黒猫王子の喫茶店 猫も歩けば誘拐される（2018年4月）
- 黒猫王子の喫茶店 しっぽ短し恋せよ猫（2018年10月）
- 黒猫王子の喫茶店 日日是猫日（2019年5月）

### 作ってあげたい小江戸ごはんシリーズ
角川文庫より刊行。COMIC BRIDGEにてコミカライズされている。
ストーリー概要
- 作ってあげたい小江戸ごはん たぬき食堂、はじめました!（2019年11月）
- 作ってあげたい小江戸ごはん2 まんぷくトマトスープと親子の朝ごはん（2020年5月）
- 作ってあげたい小江戸ごはん3 ほくほく里芋ごはんと父の見合い（2021年1月）

### あなたの思い出紡ぎます 霧の向こうの裁縫店
宝島社文庫より刊行。カバーイラストはこよりが手がけている。
ストーリー概要

- あなたの思い出紡ぎます 霧の向こうの裁縫店（2019年12月）

### ちびねこ亭の思い出ごはんシリーズ
光文社文庫より刊行。
ストーリー概要

- ちびねこ亭の思い出ごはん 黒猫と初恋サンドイッチ（2020年4月）
- ちびねこ亭の思い出ごはん 三毛猫と昨日のカレー（2020年12月）
- ちびねこ亭の思い出ごはん キジトラ猫と菜の花づくし（2021年6月）

### うちのにゃんこは妖怪ですシリーズ
ポプラ文庫より刊行。
ストーリー概要

- うちのにゃんこは妖怪です あやかし拝み屋と江戸の鬼（2020年9月）
- うちのにゃんこは妖怪です つくもがみと江戸の医者（2021年9月）

### アンソロジー収録
「」内が高橋由太の作品
- 3分で読める！ 誰にも言えない○○の物語（2022年5月 宝島社文庫）「誰にも言えない悪い猫の物語」